# 福斯马南
福斯马南（法語：Fossemanant，法語發音：[fosmanɑ̃]）是法国上法蘭西大區索姆省的一个市镇，属于亚眠区。

## 地理
福斯马南（49°48'12"N, 2°11'53"E）面积2.7 平方千米，位于法国上法蘭西大區索姆省，该省份为法国北部沿海省份，北起加来海峡省和北部省，西接滨海塞纳省和大西洋英吉利海峡，南至瓦兹省，东临埃纳省。
与福斯马南接壤的市镇（或旧市镇、城区）包括：南普蒂、普鲁泽勒、奥德塞勒。
福斯马南的时区为UTC+01:00、UTC+02:00（夏令时）。

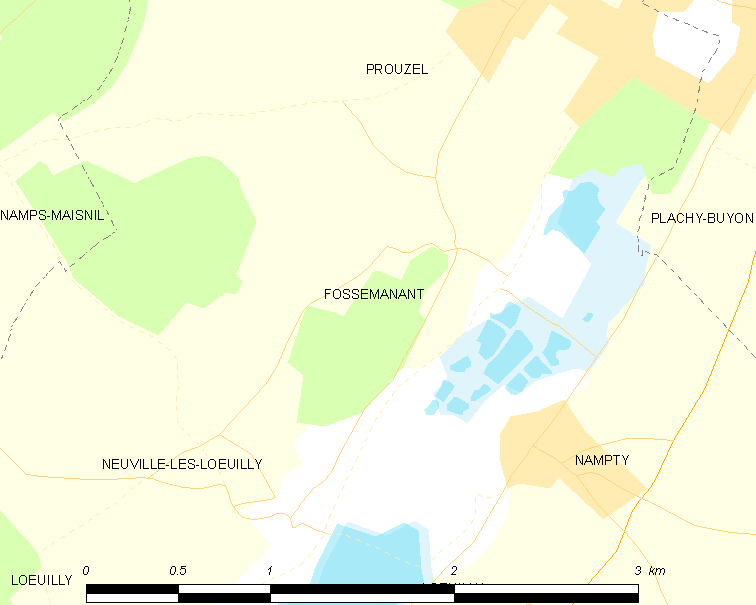
福斯马南的OSM定位图

## 行政
福斯马南的邮政编码为80160，INSEE市镇编码为80334。

## 政治
福斯马南所属的省级选区为努瓦河畔阿伊县。

## 人口

1962-2008年间福斯马南人口变化图示

福斯马南于2022年1月1日时的人口数量为101人。